# 大光寺 (春日井市)
大光寺（だいこうじ）は、愛知県春日井市上条町にある天台宗の寺院。山号は朝宮山（あさみやさん）。

## 由緒
創建年代は不明だが、式内社の和爾良神社の別当寺であったとされ、建保6年（1218年）上条城主の小坂光善により現在の春日井市上条町に神社とともに移されたという。
境内の大師堂には元三大師の石像を安置する厨子がある。室町時代に作られたと伝わるこの厨子は1973年（昭和48年）に春日井市の有形文化財に指定されている。

## 歴史
- 建保6年（1218年）上条城主小坂光善により現在の春日井市上条町に神社とともに移設。

- 天正12年（1584年）小牧・長久手の戦いの際に、堀尾吉晴の軍勢によって和爾良神社共々焼き払われて焼失。

- 正保2年（1645年）小牧・長久手の戦いの際に焼失した大光寺を俊秀法印が観音堂やその他の建造物を復興させた。

- 大正3年（1914年）境内で火災が発生し一部を除いて全焼。

- 昭和12年（1937年）以前より規模は小さくなったが大光寺が復興。